# Elena Dendeberova
Elena Jur'evna Dendeberova (in russo Елена Юрьевна Дендеберова?; Leningrado, 4 maggio 1969) è un'ex nuotatrice sovietica.
Specializzata nei misti, ha vinto la medaglia d'argento nei 200m misti alle Olimpiadi di Seoul 1988.
Attualmente lavora come allenatrice presso la scuola specializzata per bambini e giovani “Ekran” (SChOR) di San Pietroburgo. Le sue allieve e i suoi allievi annoverano campioni e detentori di record mondiali, europei e russi. Tra questi figurano  Miron Lifincev ed Egor Kornev, oltre ad altri.

## Palmarès
- Olimpiadi
  - 1988 - Seul: argento nei 200m misti.
- Mondiali
  - 1986 - Madrid: argento nei 200m misti.
- Europei
  - 1985 - Sofia: argento nella staffetta 4x100m misti e bronzo nei 400m sl.
  - 1987 - Strasburgo: argento nei 400m misti.